# Тивончик, Станислав Владимирович
Станислав Владимирович Тивончик (бел. Станіслаў Уладзіміравіч Цівончык; род. 5 марта 1985, Тирасполь) — белорусский легкоатлет, специалист по прыжкам с шестом. Выступал за сборную Белоруссии по лёгкой атлетике 2002—2016 годах, многократный победитель и призёр первенств национального значения, участник летних Олимпийских игр в Лондоне. Мастер спорта Республики Беларусь международного класса.

## Биография
Станислав Тивончик родился 5 марта 1985 года в городе Тирасполе Молдавской ССР. Впоследствии постоянно проживал в Бресте.
Занимался лёгкой атлетикой в Брестской областной специализированной детско-юношеской школе олимпийского резерва и в Брестском областном комплексном центре олимпийской подготовки. Тренеры — Т. В. Тивончик и В. Н. Тивончик.
Впервые заявил о себе в прыжках в с шестом в сезоне 2003 года, когда с результатом 4,80 одержал победу на чемпионате Белоруссии в Бресте.
В 2004 году вошёл в состав белорусской национальной сборной и выступил на юниорском мировом первенстве в Гроссето.
В 2007 году выиграл зимний и летний чемпионаты Белоруссии.
В 2009 году превзошёл всех соперников на чемпионате Белоруссии в Гродно.
В 2010 году выиграл зимний национальный чемпионат в Могилёве.
В 2011 году вновь был лучшим на зимнем и летнем национальных первенствах, занял восьмое место в Суперлиге командного чемпионата Европы в Стокгольме.
Летом 2012 года на турнире в Минске установил личный рекорд на открытом стадионе — 5,60 метра. На чемпионате Европы в Хельсинки благополучно преодолел предварительный квалификационный этап, но в финале провалил все три попытки и не показал никакого результата. Выполнив олимпийский квалификационный норматив (5,60), удостоился права защищать честь страны на летних Олимпийских играх в Лондоне — здесь прыгнул на 5,20 метра, чего оказалось недостаточно для выхода в финал.
После лондонской Олимпиады Тивончик остался действующим спортсменом на ещё один олимпийский цикл и продолжил принимать участие в крупнейших международных стартах. Так, в 2013 году он отметился выступлением в Суперлиге командного чемпионата Европы в Гейтсхеде.
В 2015 году стал восьмым в Суперлиге командного чемпионата Европы в Чебоксарах.
В 2016 году одержал победу на чемпионате Белоруссии в Гродно, став таким образом пятикратным чемпионом страны в прыжках с шестом, и на этом завершил спортивную карьеру.
За выдающиеся спортивные достижения удостоен почётного звания «Мастер спорта Республики Беларусь международного класса».
В 2019 году в результате перепроверки допинг-пробы, полученной на Олимпиаде в Лондоне, Станислав Тивончик был уличён в использовании запрещённого препарата туринабола (хлордегидрометилтестостерон). В итоге его дисквалифицировали сроком на два года, а его результаты в период с 7 августа 2012 года по 6 августа 2014 года аннулировали.
Двоюродный брат Андрей Тивончик — так же успешный шестовик, выступал за сборную Германии. Ныне — тренер по лёгкой атлетике.